# Final da Copa do Brasil de Futebol de 2018
A Final da Copa do Brasil de Futebol de 2018 foi a 30ª final dessa competição brasileira de futebol organizada pela Confederação Brasileira de Futebol (CBF). Foi decidida por Cruzeiro e Corinthians em duas partidas, e a equipe mineira saiu como vencedora.
No primeiro jogo, dia 10 de outubro, o Cruzeiro venceu no Mineirão pelo placar de 1–0. Uma semana depois, na Arena Corinthians, o time mineiro manteve a vantagem ao vencer por 2–1 e garantiu o hexacampeonato, se isolando como maior ganhador da competição.
O torneio foi decidido sem a regra do gol qualificado fora de casa novamente, já que, desde 2015, a CBF adota que a regra do gol fora de casa não valha para a final deste certame.

## Finalistas
| Time        | Participações em finais (em negrito os títulos conquistados) |
| ----------- | ------------------------------------------------------------ |
| Corinthians | 6 (1995, 2001, 2002, 2008, 2009, 2018)                       |
| Cruzeiro    | 8 (1993, 1996, 1998, 2000, 2003, 2014, 2017, 2018)           |

## Caminho até a final
| Corinthians  | Corinthians  | Corinthians       | Fase             | Cruzeiro            | Cruzeiro      | Cruzeiro          |
| Adversário   | Resultado    | Jogos             | Fase             | Adversário          | Resultado     | Jogos             |
| ------------ | ------------ | ----------------- | ---------------- | ------------------- | ------------- | ----------------- |
| Não disputou | Não disputou | Não disputou      | Primeira fase    | Não disputou        | Não disputou  | Não disputou      |
| Não disputou | Não disputou | Não disputou      | Segunda fase     | Não disputou        | Não disputou  | Não disputou      |
| Não disputou | Não disputou | Não disputou      | Terceira fase    | Não disputou        | Não disputou  | Não disputou      |
| Não disputou | Não disputou | Não disputou      | Quarta fase      | Não disputou        | Não disputou  | Não disputou      |
| Vitória      | 3–1          | 0–0 (F) / 3–1 (C) | Oitavas de final | Atlético Paranaense | 2–3           | 1–2 (F) / 1–1 (C) |
| Chapecoense  | 2–0          | 1–0 (C) / 0–1 (F) | Quartas de final | Santos              | 2–2 (3–0 pen) | 0–1 (F) / 2–1 (C) |
| Flamengo     | 1–2          | 0–0 (F) / 2–1 (C) | Semifinais       | Palmeiras           | 2–1           | 0–1 (F) / 1–1 (C) |

Legenda: (C) casa; (F) fora
- Nota: O Cruzeiro e o Corinthians entraram na competição diretamente nas oitavas de final por terem se classificado para a Copa Libertadores de 2018.

## Regulamento
Nas finais, as equipes jogam um torneio de eliminação única com as seguintes regras:
- As finais são jogadas no sistema de dois jogos, ida e volta. Os mandos de campo do primeiro e segundo jogo serão determinados por um sorteio realizado na sede da Confederação Brasileira de Futebol, no Rio de Janeiro.
- Se ao fim dos dois jogos o resultado agregado permanecer empatado, seria realizada a disputa de pênaltis para determinar o vencedor da competição (Artigo 12.C do Regulamento).[4]

## Transmissão
Desde a 1999, a Rede Globo e o SporTV detêm todos os direitos de mídia (exceto radiofônicos) em território nacional da Copa do Brasil. Ainda assim, a Globo faz questão de revender os direitos para as demais emissoras brasileiras. Na TV Aberta, somente a Globo irá transmitir.
Os direitos de propaganda nos estádios e de comercialização para o exterior pertencem à empresa Traffic.

## Jogos

### Primeira partida
| 10 de outubro | Cruzeiro         | 1 – 0            | Corinthians | Estádio Mineirão, Belo Horizonte |
| 21:45         | Thiago Neves 45' | Relatório Súmula |             | Árbitro: RS Anderson Daronco     |

| Cruzeiro | Corinthians |

| G            | 1  | Fábio              |  |     |     |
| LD           | 22 | Edílson            |  |     |     |
| Z            | 26 | Dedé               |  |     |     |
| Z            | 3  | Léo                |  |     |     |
| LE           | 6  | Egídio             |  | 71' |     |
| V            | 5  | Ariel Cabral       |  |     |     |
| V            | 8  | Henrique           |  | 77' |     |
| M            | 19 | Robinho            |  |     |     |
| M            | 30 | Thiago Neves       |  | 61' | 81' |
| M            | 18 | Rafinha            |  |     | 88' |
| A            | 28 | Hernán Barcos      |  |     | 75' |
| Reservas:    |    |                    |  |     |     |
| G            | 12 | Rafael             |  |     |     |
| Z            | 4  | Murilo             |  |     |     |
| LD           | 2  | Ezequiel           |  |     |     |
| LE           | 25 | Marcelo Hermes     |  |     |     |
| V            | 16 | Lucas Silva        |  |     |     |
| V            | 20 | Bruno Silva        |  |     |     |
| V            | 29 | Lucas Romero       |  |     |     |
| M            | 21 | Federico Mancuello |  |     |     |
| A            | 7  | Rafael Sóbis       |  |     | 88' |
| A            | 9  | Fred               |  |     |     |
| A            | 11 | David              |  |     | 81' |
| A            | 17 | Raniel             |  |     | 75' |
| Treinador:   |    |                    |  |     |     |
| Mano Menezes |    |                    |  |     |     |

| G            | 12 | Cássio            |  |       |     |
| LD           | 23 | Fagner            |  |       |     |
| Z            | 14 | Léo Santos        |  | 38'   |     |
| Z            | 3  | Henrique          |  |       |     |
| LE           | 35 | Danilo Avelar     |  |       |     |
| V            | 5  | Gabriel           |  |       |     |
| V            | 15 | Ralf              |  |       |     |
| M            | 10 | Jadson            |  | 42'   | 80' |
| M            | 22 | Mateus Vital      |  |       | 66' |
| M            | 25 | Clayson           |  |       | 60' |
| A            | 11 | Ángel Romero      |  |       |     |
| Reservas:    |    |                   |  |       |     |
| G            | 27 | Walter            |  |       |     |
| LD           | 2  | Guilherme Mantuan |  |       |     |
| Z            | 13 | Marllon           |  |       |     |
| Z            | 34 | Pedro Henrique    |  |       |     |
| LE           | 33 | Carlos Augusto    |  |       |     |
| M            | 16 | Ángelo Araos      |  | 90+2' | 66' |
| M            | 20 | Danilo            |  |       |     |
| M            | 21 | Sergio Díaz       |  |       |     |
| A            | 7  | Jonathas          |  |       |     |
| A            | 17 | Thiaguinho        |  |       |     |
| A            | 38 | Pedrinho          |  |       | 60' |
| A            | 47 | Emerson Sheik     |  |       | 80' |
| Treinador:   |    |                   |  |       |     |
| Jair Ventura |    |                   |  |       |     |